# Slagelse Wolfpack 2017
Questa voce raccoglie le informazioni riguardanti gli Slagelse Wolfpack nelle competizioni ufficiali della stagione 2017.

## 2. division 2017

### Stagione regolare
| Køge 9 aprile 2017, ore 14:00 1ª giornata | Køge Marines /Copenhagen Tomahawks II | 40 – 20 referto | Slagelse Wolfpack | Rishøjhallen |

| Copenaghen 7 maggio 2017, ore 14:00 4ª giornata | Ørestaden Spartans | 14 – 8 referto | Slagelse Wolfpack | Boldfælleden |

| Svendborg 13 maggio 2017, ore 14:00 5ª giornata | Svendborg Admirals | 0 – 50 (a tavolino) referto | Slagelse Wolfpack | Admirals Field |

| Slagelse 28 maggio 2017, ore 16:00 7ª giornata | Slagelse Wolfpack | 7 – 54 referto | Ørestaden Spartans | Nordhallen |

| Slagelse 11 giugno 2017, ore 14:00 9ª giornata | Slagelse Wolfpack | 50 – 0 (a tavolino) referto | Søllerød Gold Diggers U21 | Nordhallen |

| Hvidovre 18 giugno 2017, ore 14:00 10ª giornata | Avedøre Monarchs /Roskilde Kings | 29 – 0 referto | Slagelse Wolfpack | Avedøre Gymnasium |

| Helsingør 2 settembre 2017, ore 14:00 14ª giornata | Kronborg Knights | - – - (non disputata) referto | Slagelse Wolfpack | Knights Stadion |

| Slagelse 9 settembre 2017, ore 14:00 15ª giornata | Slagelse Wolfpack | 50 – 0 (a tavolino) referto | Sønderborg Sergeants | Nordhallen |

| Slagelse 16 settembre 2017, ore 16:00 16ª giornata | Slagelse Wolfpack | 0 – 50 (a tavolino) referto | Køge Marines/ Copenhagen Tomahawks II | Nordhallen |

## Statistiche di squadra
| Competizione      | %Vittorie | In casa | In casa | In casa | In casa | In casa | In casa | In trasferta | In trasferta | In trasferta | In trasferta | In trasferta | In trasferta | Totale | Totale | Totale | Totale | Totale | Totale |
| Competizione      | %Vittorie | G       | V       | N       | P       | Pf      | Ps      | G            | V            | N            | P            | Pf           | Ps           | G      | V      | N      | P      | Pf     | Ps     |
| ----------------- | --------- | ------- | ------- | ------- | ------- | ------- | ------- | ------------ | ------------ | ------------ | ------------ | ------------ | ------------ | ------ | ------ | ------ | ------ | ------ | ------ |
| Stagione regolare | .375      | 4       | 2       | 0       | 2       | 107     | 104     | 4            | 1            | 0            | 3            | 78           | 83           | 8      | 3      | 0      | 5      | 185    | 187    |
| Totale            | .375      | 4       | 2       | 0       | 2       | 107     | 104     | 4            | 1            | 0            | 3            | 78           | 83           | 8      | 3      | 0      | 5      | 185    | 187    |